# 深度同源性

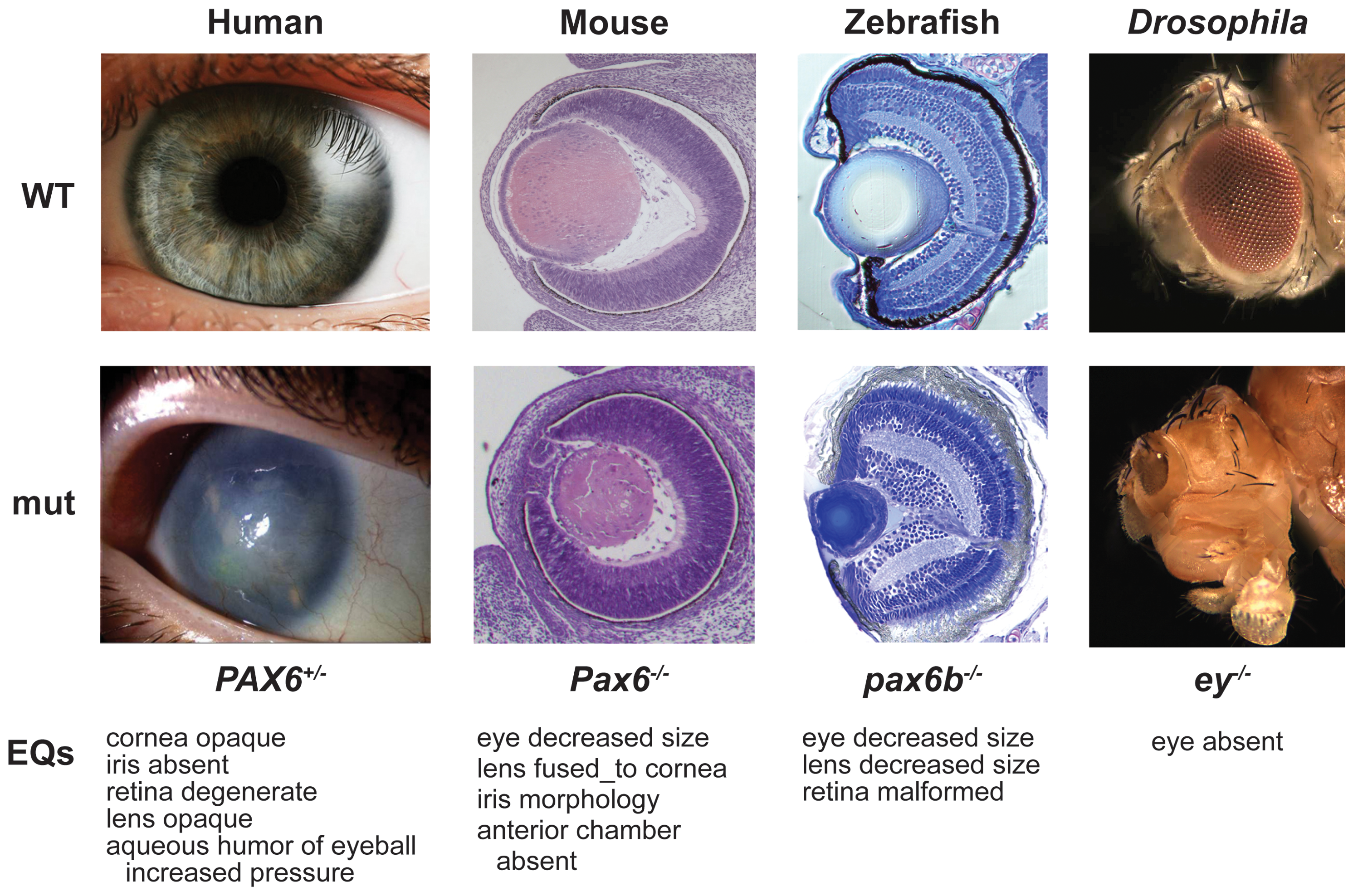
长期以来被认为是独立进化的昆虫、脊椎动物和头足纲软体动物的眼睛，是被工具組基因中的PAX6来控制的

在演化发育生物学中，深度同源性被用以形容生物体的生长和分化过程受控于一类同源基因机制的情况，这一类机制在不同物种之间具有高度保守性。

## 历史

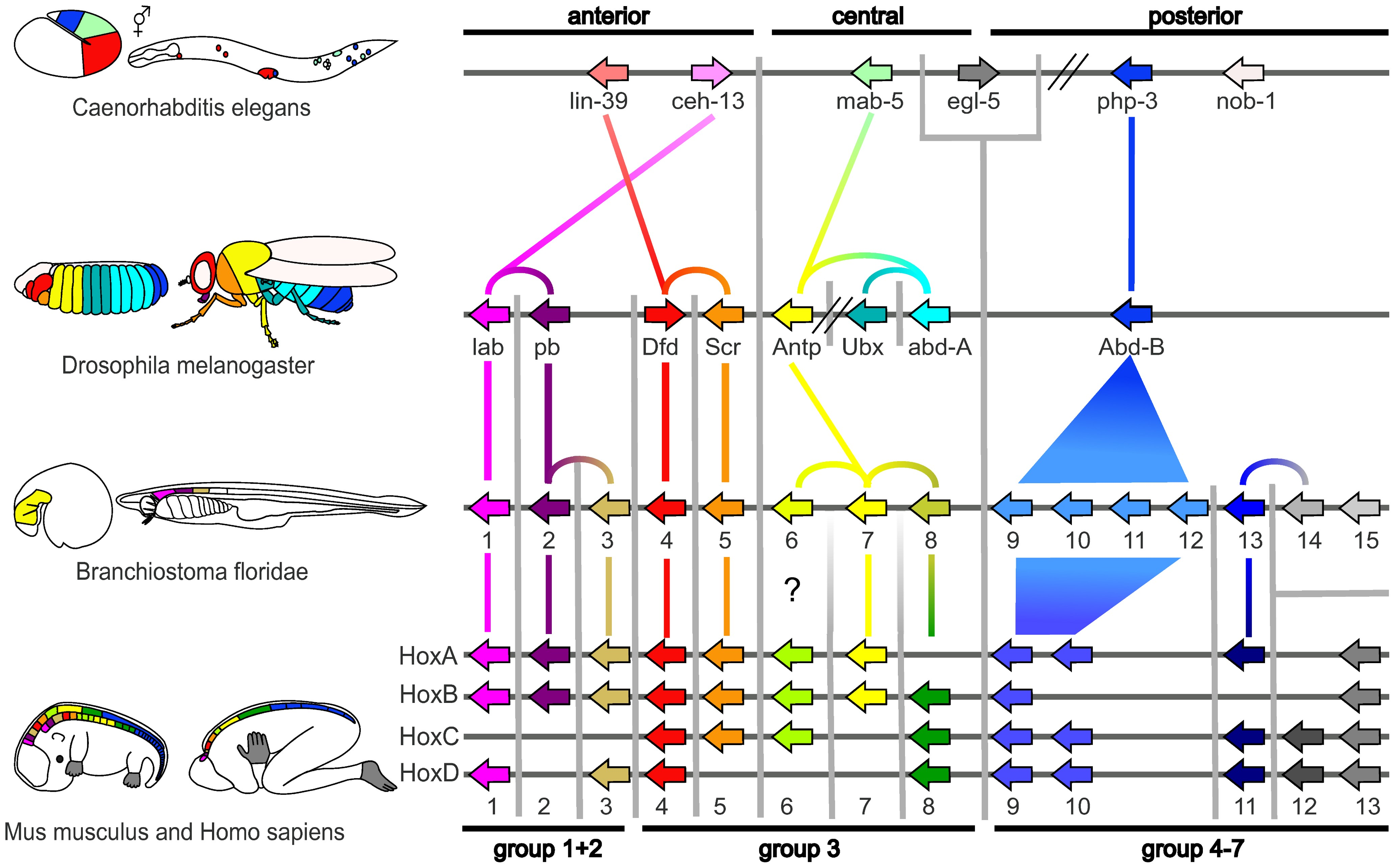
同源的Hox基因在昆虫和脊椎动物等不同动物中控制胚胎发展，并因此形成成体的形态。这些基因经历了数百万年的进化，存在高度保守性。

1822年，法国动物学家艾蒂安·若弗鲁瓦·圣伊莱尔解剖了一只淡水龙虾，发现它的身体结构与脊椎动物相似，但是却有着倒置的背腹朝向，从而指出二者之间器官发生的一致性。
杰奥弗罗伊的同源性理论受到当时法国动物学家乔治 · 居维叶的指责。1915年，圣地亚哥·拉蒙·卡哈尔绘制了苍蝇视叶的神经连接图，发现这些神经连接图与脊椎动物的相似。1978年，愛德華·路易斯建立了演化发育生物学，发现同源异型基因调控果蝇的胚胎发育。1997年，深度同源性一词首次出现在一篇论文中，用以描述了基因调控装置中明显的相关性，而这些相关性表明在不同的动物特征中存在进化上的相似性。

## 同源性与深度同源性
通常而言，同源性可以用来形容显然相关的四肢骨骼在内的解剖结构之模式上，但深度同源性则可适用于解剖结构完全不同的动物群体，如：由骨骼和软骨构成内骨骼的脊椎动物和由甲壳素构成外骨骼的节肢动物的四肢的形成方式是深度同源的。
在后生动物中，同源基因控制着主要体轴方向上的细胞组织分化，而pax基因控制着眼睛和其他感觉器官的发育。深度同源性可以超越族群差异，如：尽管哺乳动物的眼睛和昆虫的复眼形态上完全不同，其发育却是由PAX6来控制的。类似地，Hox基因帮助形成动物的分节分节模式。Hoxa和 HoxD调节小鼠手指和脚趾的形成，控制着斑马鱼鳍的发育，但这些结构在此之前一直被认为是非同源的。使用声音通讯的动物之间可能存在深度同源性，比如鸣禽和人类，它们可能共享FOXP2基因的未变异版本。

## 算法
2010年，爱德华·马科特领导的团队开发了一种算法，该算法基于表型（如特征和发育缺陷）识别单细胞生物、植物和动物中的深度同源遗传模块。